# 小花鱸
小花鱸（学名：Chelidoperca hirundinacea），又名燕赤鮨，為輻鰭魚綱鱸形目鱸亞目鮨科的其中一個種。

## 分布
本魚分布於日本至南海海域。

## 深度
水深80至200公尺。

## 特徵
本魚體延長，呈亞圓筒形，眶間區有鱗且略突出。眼大，約略等於吻長。口大；下頜略突出下頜。背鰭連續，有硬棘5枚，軟條9至10枚；臀鰭硬棘3枚，軟條6枚；腹鰭腹位，末端不及肛門開口；胸鰭長於腹鰭，圓形，尾鰭凹入且上緣略延長，體呈橙紅色有黃帶但無黑斑。體被細小櫛鱗，兩眼間隔具鱗；側線鱗孔數42至45枚。體長可達20公分。

## 生態
本魚棲息於相當深的岩礁區裡或其附近之沙泥底處，亦在兩者之間來回游動覓食，主要以底棲動物或是小魚為食。

## 經濟利用
可食用，但產量很少，不具經濟價值。另可作觀賞用。